# Cystobranchus virginicus
Cystobranchus virginicus är en ringmaskart som beskrevs av Hoffman 1964. Cystobranchus virginicus ingår i släktet Cystobranchus och familjen fiskiglar. Inga underarter finns listade i Catalogue of Life.